# دلة

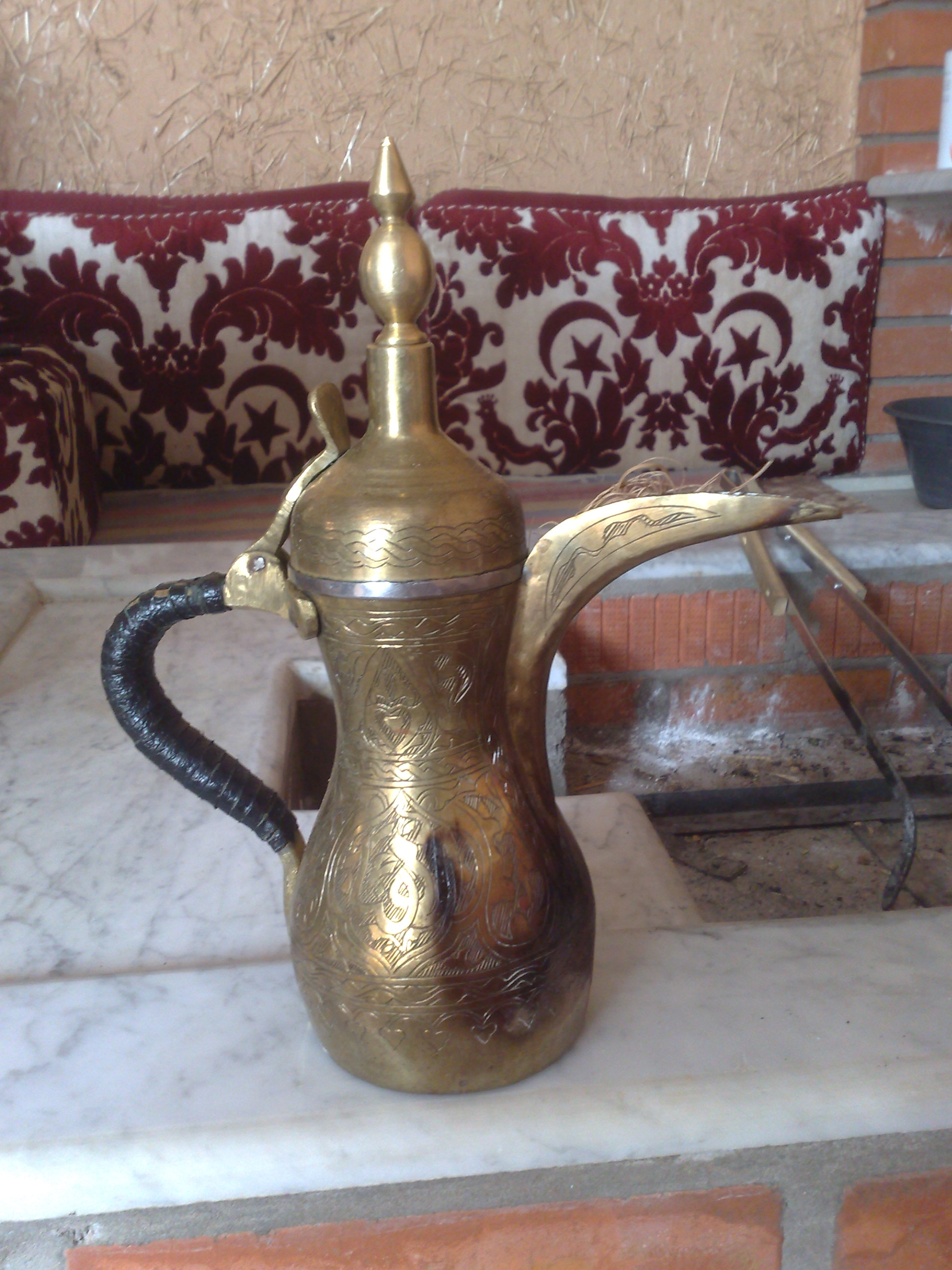
دلة.

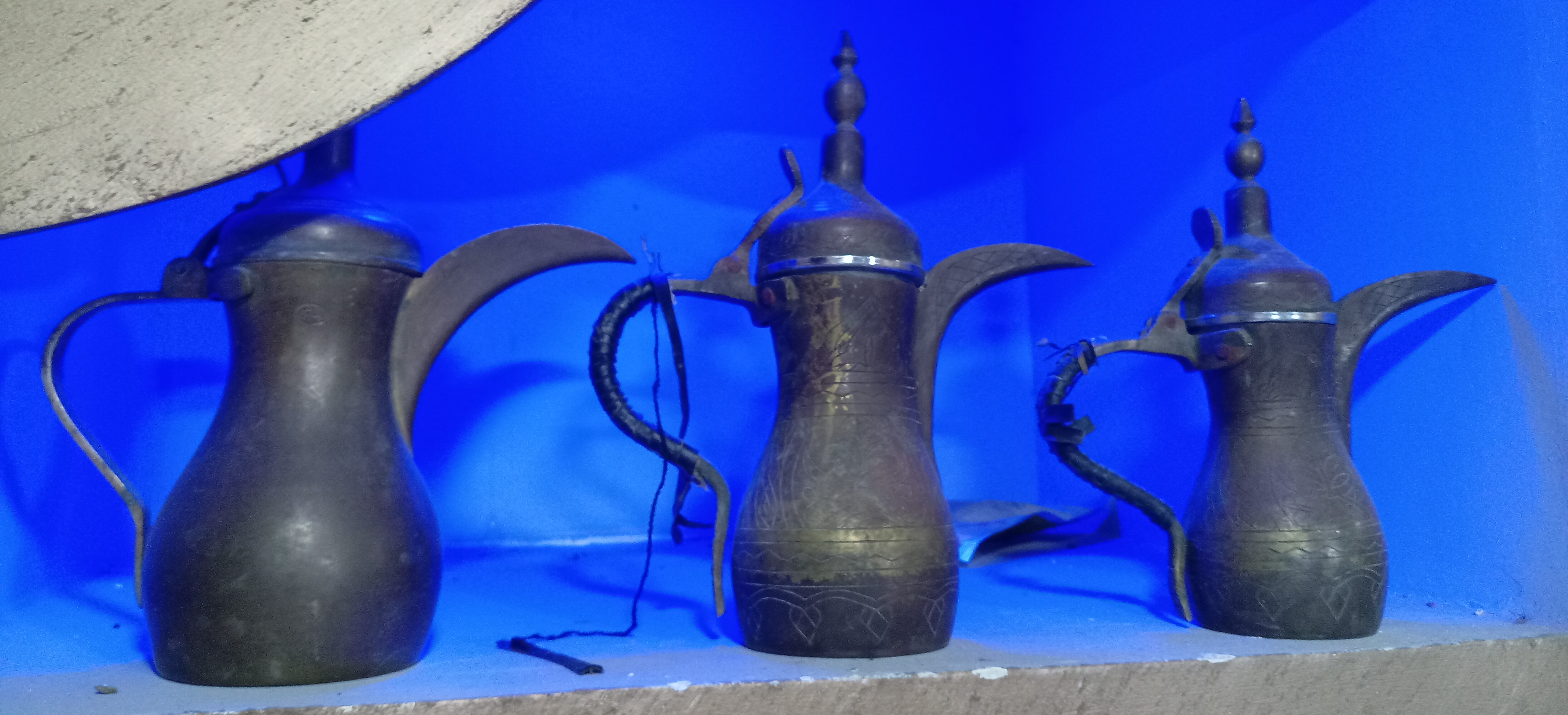
مجموعة من دلة القهوة العربية النحاسية مختلفة الحجم 2025

الدَّلَّة (الجمع: دِلَال) هي الوعاء المستخدم في تحضير وتقديم القهوة العربية، وقد ارتبطت الدَّلة بالفلكلور العربي عموماً، وبجزيرة العرب على وجه الخصوص. حيث بدأت صناعة الدلّّة قديما في يثرب، ثم انتقلت إلى إلى باقي بلدان العرب. وعُرفت صناعة الدِّلَال التقليدية عند العرب منذ عصور ما قبل الإسلام. تصنع الدلّة عادة من النحاس والخارصين والمعادن الجيدة، حيث تدوم صالحة للاستخدام، وتتوارثها الأجيال عند قبائل العرب وأهل البادية لمكانتها ورمزيتها.

## الأصول
عُرفت صناعة الدلال التقليدية والسيوف والخناجر عند العرب منذ عصور ما قبل الإسلام، ويكاد يكون  هانئ بن مسعود الشيباني هو من أدخل الدلة إلى أرض الشام والعراق بعد أن شاهدها في يثرب عند الأنصار  وهم من قبائل الأزد، في فترة ما قبل الإسلام ثم انتقلت إلى قبيلة قريش في الطائف.

## الدلال القديمة
صنعت الدلة قديمًا من النحاس، وقد كان هناك نوعان من النحاس (الأحمر والأصفر)، وقد كان النحاس الأحمر هو النحاس الأفضل، كما كانت اللمعة القوية هي ما يدل على جودة نوع النحاس المستخدم في صناعة الدلة.
وقد كانت أهم أنواع الدلال قديمًا:
- الدلة الحساوية.
- الدلة القرشية.
- الدلة الحجازية.
- الدلة الحايلية.
- الدلة البغدادية.
- الدلة الحمصية.
- دلة العساف.
- الدلة العمانية.

كما عرفت دلة رسلان، ودلة إبراهيم وهو أحد أبناء رسلان، وهي دلال لا زالت تباع في المزادات العالمية بآلاف الدولارات.

## دلة رسلان

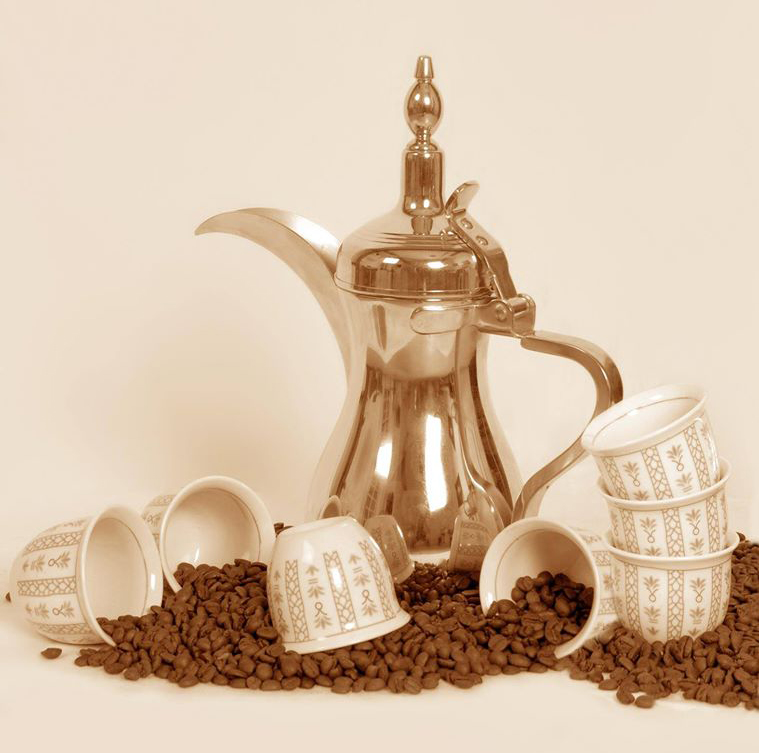
دلة عربية

دلة صفراء نحاسية صنعت يدويًا في بلاد الشام. ترجع تسميتها نسبة إلى صانعها وهو «رسلان». إذ كان يحفر اسمه عليها بعد الانتهاء من صنعها. تُعَد دلة رسلان الأشهر والأغلى ثمنًا من بين الدِلال، نظرًا لجمال شكلها، وإتقان صنعها، وجودة عملها للقهوة العربية.